# آزیا آرجنتو
آزیا آرجنتو (ایتالیایی: Asia Argento؛ زاده ۲۰ سپتامبر ۱۹۷۵) که با نام آسیا ارجنتو هم شناخته می‌شود هنرپیشه، خواننده، مدل و کارگردان ایتالیایی است. او از سال ۱۹۸۵ میلادی تاکنون مشغول فعالیت بوده است. آزیا فرزند داریا نیکولودی و داریو آرجنتو است.
از فیلم‌هایی که وی در آن نقش داشته است می‌توان به هتل جدید رز (۱۹۹۸)، برو برو قصه‌ها (۲۰۰۷)، آخرین روزها (۲۰۰۷) ساخته گاس ون سنت و تریپل اکس (۲۰۰۲) به کارگردانی راب کوهن اشاره کرد.
وی همچنین در یک مینی سریال تلویزیونی فرانسوی به نام بینوایان شرکت داشته‌است.
او در فیلم‌های قلب فریبکار، دوستان صمیمی و در جنگ نیز بازی کرده‌است.
او در سال ۲۰۱۸ در یک جنجال رسانه‌ای به عنوان قربانی جنسی توسط جیمی بنت و همچنین توسط برخی رسانه‌های دیگر، به عنوان متهم تجاوز جنسی مطرح شد و متعاقب این جنجال رسانه‌ای، این ادعاها از سوی هر دو نفر تکذیب شد.

## افشاگری علیههاروی واینستین

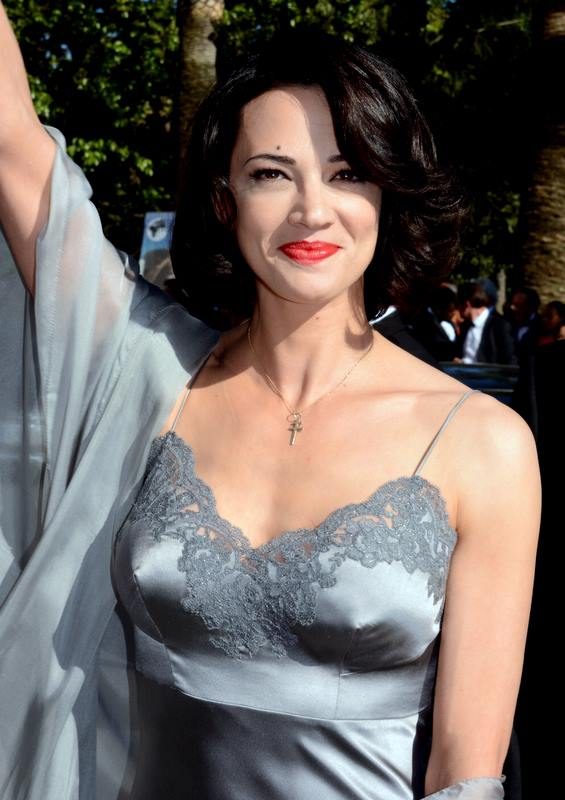
آزیا آرجنتو در جشنواره فیلم کن ۲۰۱۳

آزیا آرجنتو چند ماه قبل از جشنواره فیلم کن ۲۰۱۸ بدنبال اتهامات آزار جنسی هاروی واینستین، دست به افشاگری علیه او زد. آزیا مدعی شد که زمانی که او ۲۱ سال سن داشت، هاروی واینستین به او تجاوز کرده‌است. آرجنتو که برای اهدای جایزه بهترین بازیگر زن به همراه ایوا دوورنی در جشنواره فیلم کن ۲۰۱۸ به روی صحنه رفته بود، گفت «سال ۱۹۹۷، همین‌جا در کن هاروی واینستین به من تجاوز کرد. آن زمان ۲۱ ساله بودم و این جشنواره شکارگاه او بود. می‌خواهم پیشگویی کنم. کن دیگر هرگز پذیرای هاروی واینستین نخواهد بود. او با فضاحت و رسوایی در حالی به زندگیش ادامه خواهد داد که جامعه سینما از او پرهیز دارد، همان جامعه‌ای که پشت او ایستاد و گناهانش را لاپوشانی کرد.» آرجنتو اضافه کرد: «و حتی امشب در میان شما کسانی نشسته‌اند که همچنان نحوه برخوردشان با زنان زیر سؤال است. چرا که چنین رفتاری نه تنها در سینما جایی ندارد بلکه در هیچ صنعت و محل کاری جایی ندارد. خودتان می‌دانید چه کاره‌اید. جای شما در سینما نیست اما از همه مهم‌تر ما هم شما را می‌شناسیم و دیگر به شما اجازه نخواهیم داد قسر در بروید.»

## اتهام  آزار جنسی
آسیا ارجنتو هنرپیشه زن ایتالیایی توسط روزنامه نیویورک تایمز  متهم به آزار جنسی یک جوان بازیگر و خواننده راک آمریکایی  به نام جیمی بِنِت شده و برای مختومه کردن دعوا  مبلغ ۳۸۰ هزار یورو به حساب وی واریز کرده‌است. بنا به ادعای روزنامه نیویورک تایمز آسیا ارجنتو در سال ۲۰۱۳ جیمی بِنِت هفده ساله را در هتلی در کالیفرنیا  مورد آزار جنسی قرار داده است. ارجنتو این ادعا را رد کرده و این پرداخت را مربوط به اختلافات مالی دانست. 